# Corynoptera priscospina
Corynoptera priscospina är en tvåvingeart som beskrevs av Werner Mohrig 1999. Corynoptera priscospina ingår i släktet Corynoptera och familjen sorgmyggor. Inga underarter finns listade i Catalogue of Life.